# ナンブトウヒレン
ナンブトウヒレン（南部塔飛廉、学名：Saussurea sugimurae）は、キク科トウヒレン属の多年草。

## 特徴
茎は直立し、または先端の頭花の重みでたわんで斜上し、高さは30-120cmになる。茎は上部でよく分枝し、明瞭な翼がある。花時には根出葉は生存しない。葉は互生し、茎の下部につく葉は草質で、葉身は卵形、狭卵形ときにほこ形になり、長さ10-18cm、先は尾状鋭突頭、基部は深い心形、円形から切形になる。縁に鋭い鋸歯がある。長さ10-25cmになる葉柄があり、明瞭な翼がある。茎の上部につく葉は、上にいくほど小型になり、葉身は卵形から菱形になり、葉柄は短く、広い翼があって茎に沿下する。
花期は9-10月。頭状花序は散房状に2-9個、またはそれ以上が散房状に密集してつき、頭花の径は2cmになる。花柄は長さ1-2cmあり、褐色の多細胞毛が密生する。総苞は長さ16-19mm、径15-18mmになる鐘形から筒形で、くも毛があり、緑色で、ときに上部が紫色になる。総苞片は7-8列あり、外片は基部が広卵形で先端が長く尾状に伸びる卵状披針形または線状披針形で、長さ14-16mm、幅2.5-3mmになり、内片とほぼ同長か、内片より長く、直立、斜上、開出する。頭花は筒状花のみからなり、花冠の長さは12-14mm、色は紅紫色になる。果実は長さ4-5mmになる痩果で、象牙色で暗紫褐色の条がある。冠毛は2輪生で、落ちやすい外輪は長さ2-6mm、花後にも残る内輪は長さ11mmになる。

## 分布と生育環境
日本固有種。本州の東北地方の青森県（南部）・岩手県・宮城県（北部）の太平洋側地域に偏って分布し、山地の夏緑林の林下や林縁、林間の草地に生育する。

## 名前の由来
和名ナンブトウヒレンは、「南部塔飛廉」の意。
種小名（種形容語）sugimurae は、本種のタイプ標本を採集した杉村松之助への献名である。杉村は1929年、岩手県花巻市の台山で基準標本を採集し、本田正次が1930年に記載発表した。

## ギャラリー

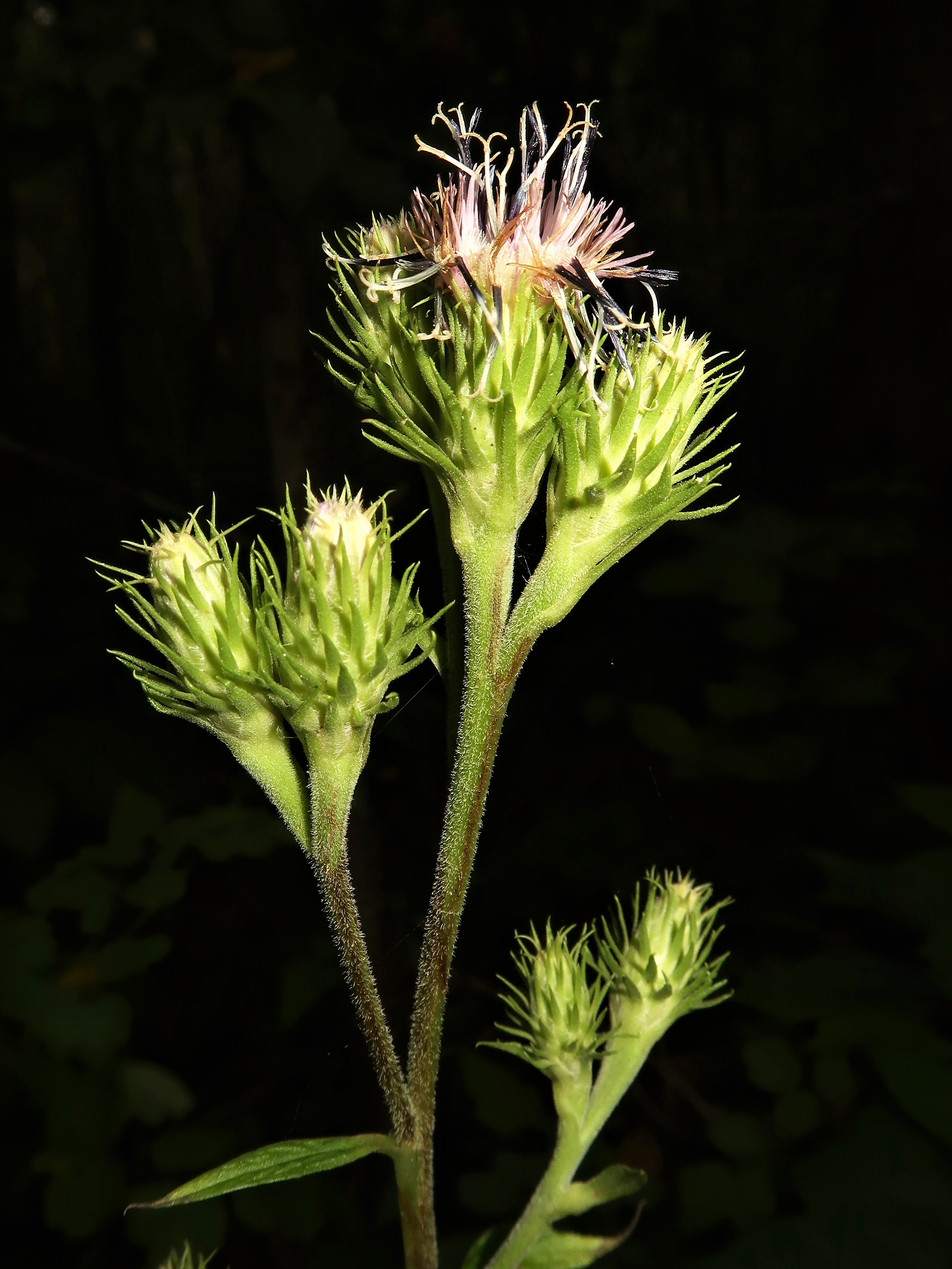
頭花は散房状に密につく。総苞は筒形、総苞片は斜上する。
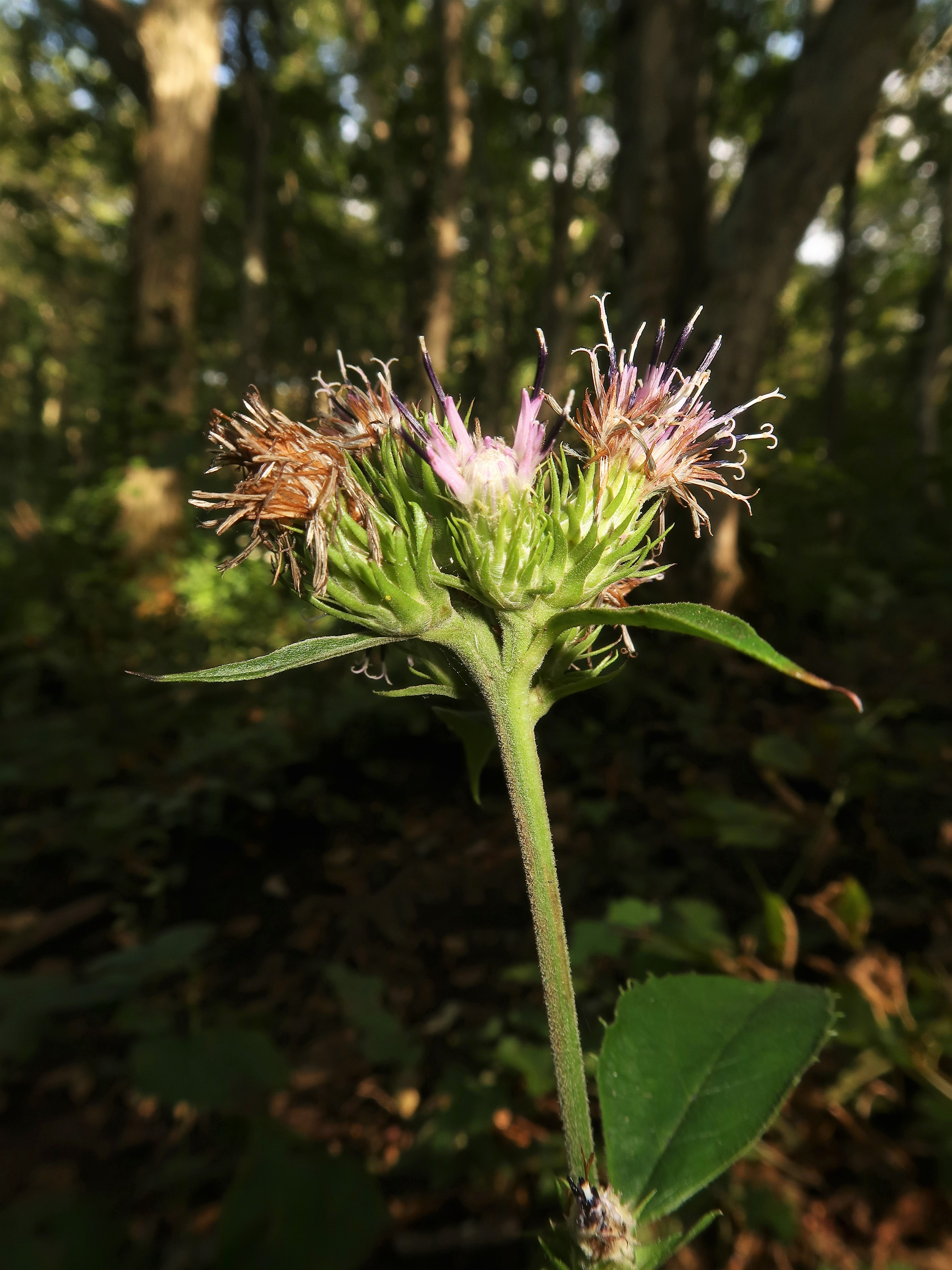
花冠は紅紫色になる。花柄に多細胞毛が密生する。
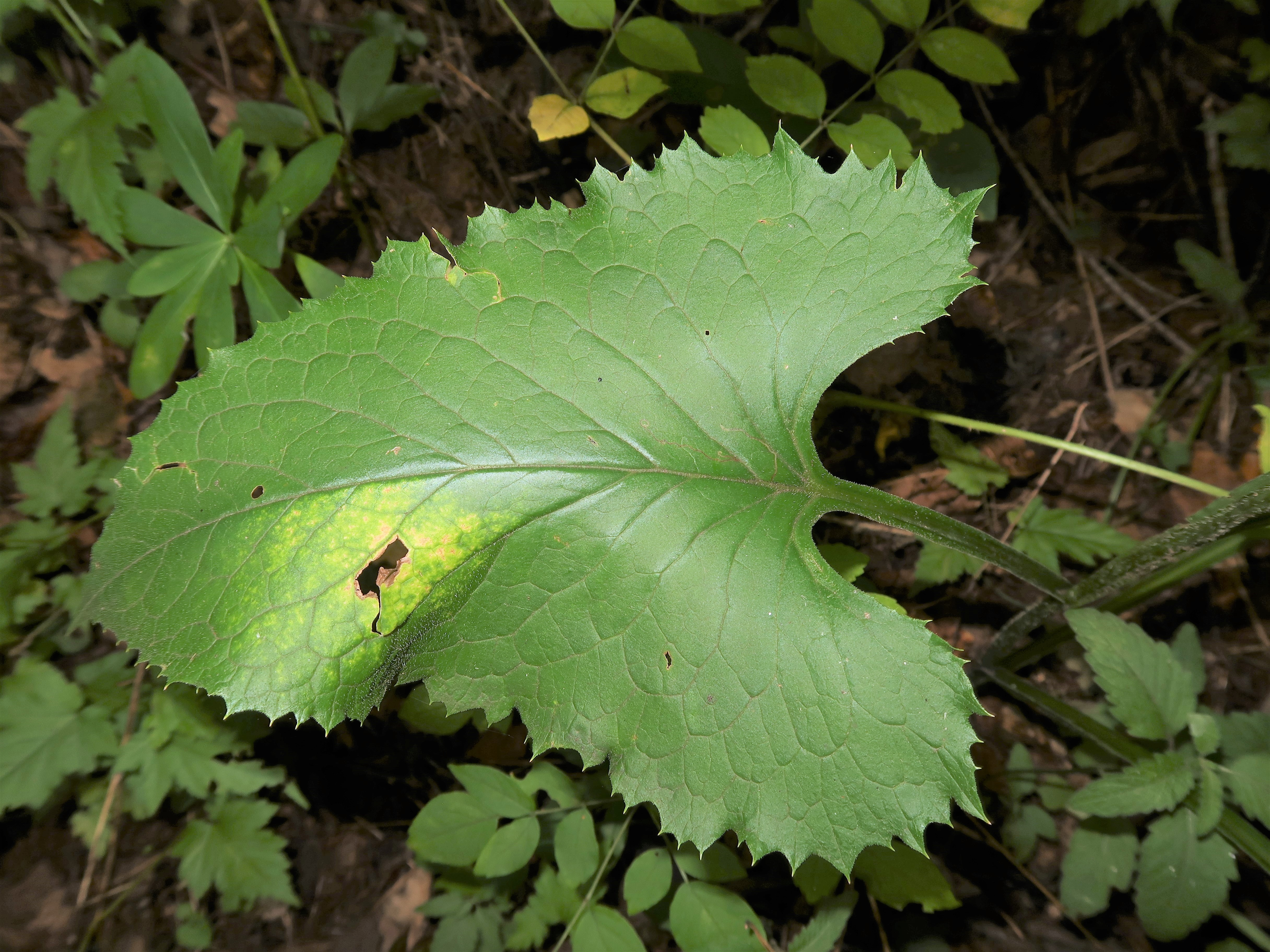
葉の先は尾状鋭突頭、基部は深い心形。縁に鋭い鋸歯がある。
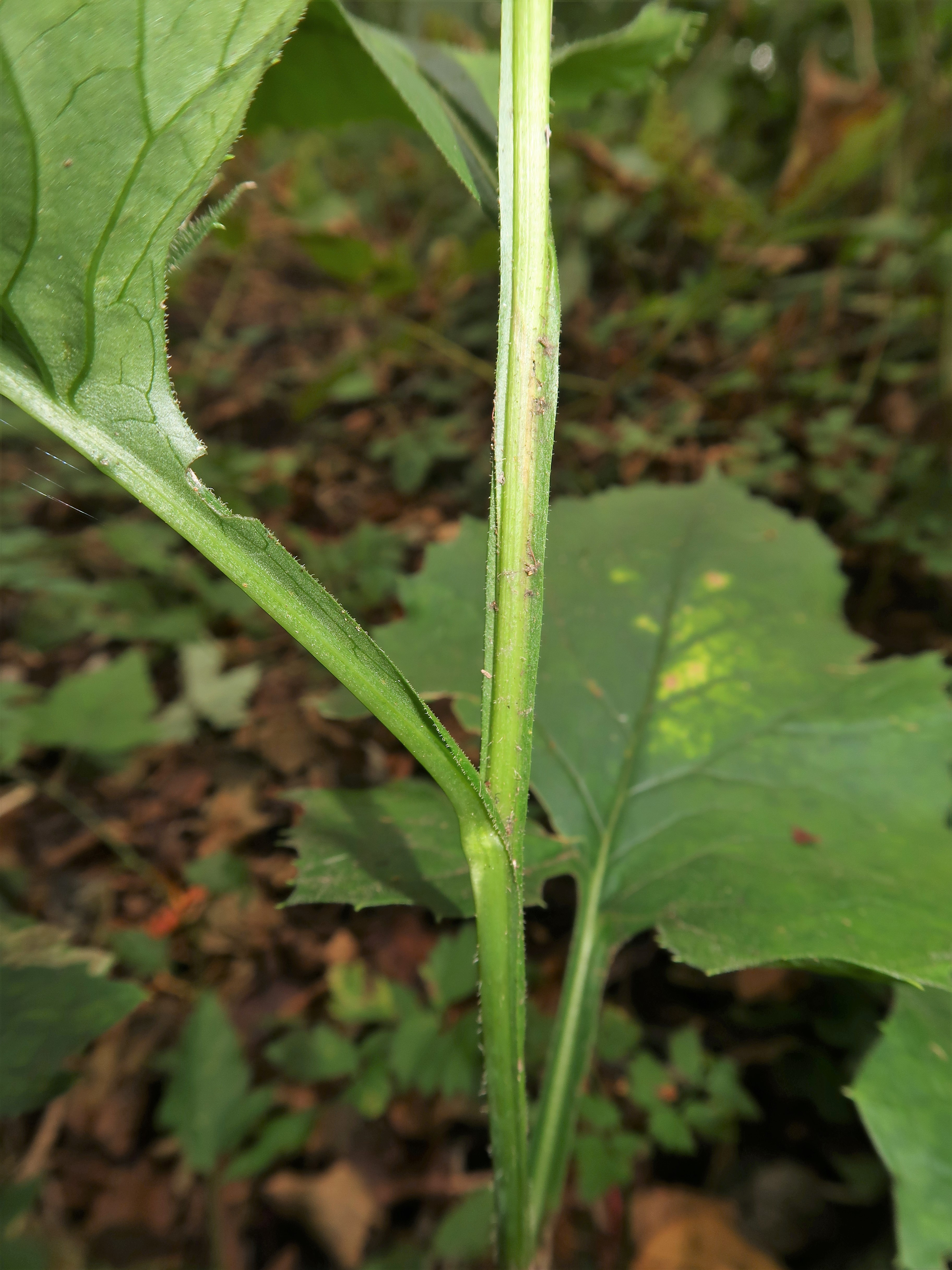
茎に明瞭な翼がある。